# فندوق صابونی فلوریدا
فندوق صابونی فلوریدا (نام علمی: Sapindus marginatus) نام یک گونه از سرده فندوق صابونی است.